# Conrad Brunner
Conrad Brunner (* 31. August 1859 in Diessenhofen; † 8. Juni 1927 in Zürich, reformiert, heimatberechtigt in Diessenhofen) war ein Schweizer Chirurg und Medizinhistoriker.

## Leben
Conrad Brunner, Spross einer Ärzte- und Apothekerfamilie, wurde am 31. August 1859 in Diessenhofen als Sohn des Arztes und Botanikers Johannes Brunner geboren. Conrad Brunner nahm ein Studium der Medizin an den Universitäten Zürich und Leipzig auf, das er 1885 mit dem Erwerb des akademischen Grades eines Dr. med. in Zürich abschloss. Daran anschliessend absolvierte er eine chirurgische Ausbildung vor allem bei Rudolf Ulrich Krönlein. Dazu unternahm Conrad Brunner im Jahr 1888 Studienreisen nach Wien zu Theodor Billroth, Leipzig, Berlin zu Ernst von Bergmann, Dresden sowie München.
In der Folge leitete Brunner ab 1889 eine Privatpraxis in Zürich. Zudem war er dort Privatdozent und zwischen 1896 und 1922 als Chefarzt des Kantonsspitals in Münsterlingen tätig. Überdies fungierte er im Jahr 1922 als Mitbegründer des Thurgauisch-Schaffhauserischen Lungensanatoriums in Davos. Daneben lehrte Brunner von 1890 bis 1897 als Privatdozent für Chirurgie an der Universität Zürich.

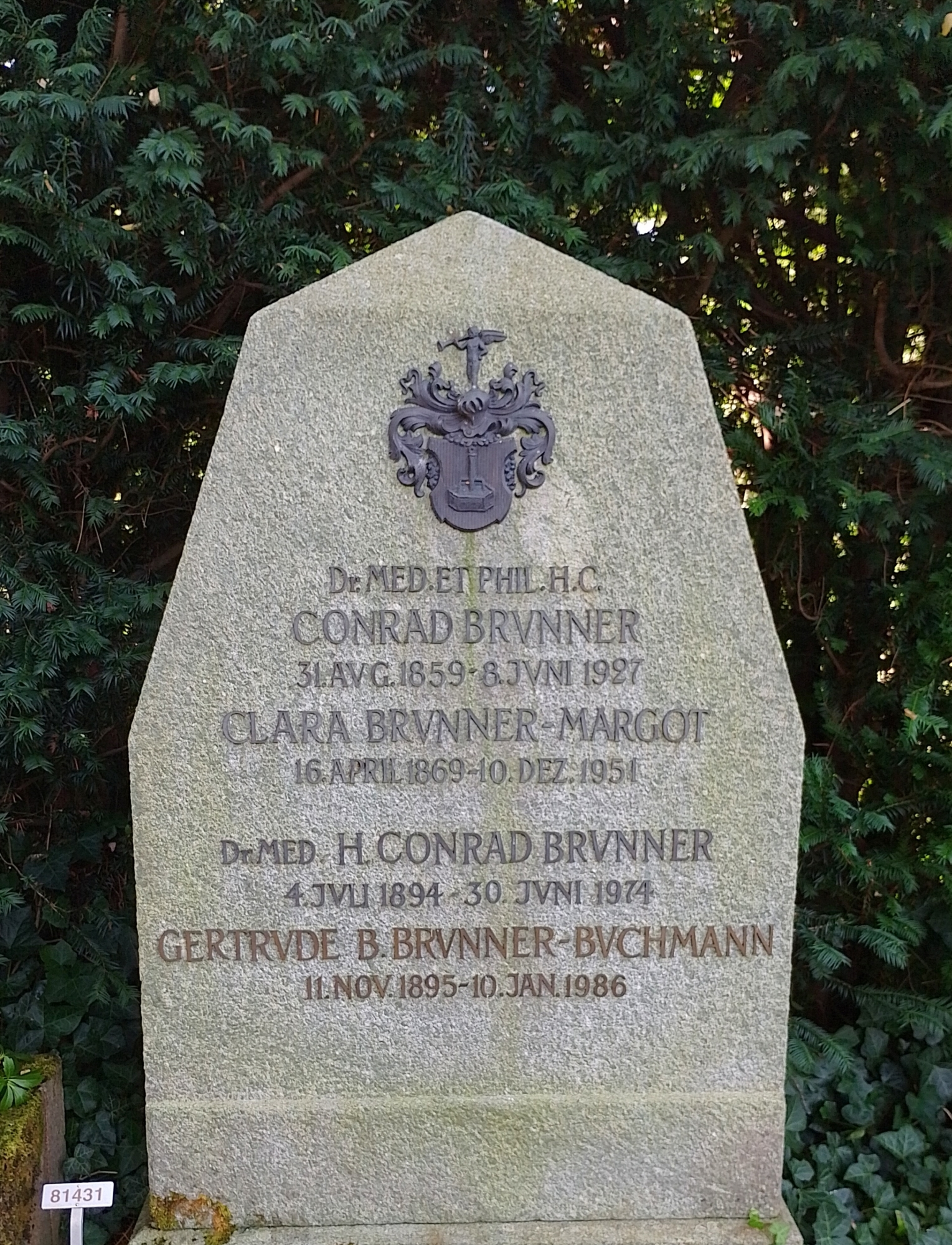
Grab, Friedhof Enzenbühl, Zürich

Conrad Brunner, der 1889 Clara Margot ehelichte, starb am 8. Juni 1927 im Alter von 67 Jahren in Zürich. Seine letzte Ruhestätte fand er auf dem Friedhof Enzenbühl in Zürich.

## Wirken
Conrad Brunner klärte mittels klinischer, bakteriologischer und experimenteller Untersuchungen die Wirksamkeit der verschiedenen zeitgenössischen Wunddesinfektionsmethoden. Er konnte dabei den Nachweis erbringen, dass seine Methode, nämlich die Brunnersche Jodalkoholdesinfektion, die weitaus besten Garantien gegen das Auftreten von Wunderkrankungen bietet. Daneben betrieb Conrad Brunner Forschungen zu medizinhistorischen Themen, etwa zur Versorgung in Kriegen Verwundeter in der Schweiz.

## Ehrungen
- 1921 wurde Conrad Brunner der Marcel-Benoist-Preis in Anerkennung seiner Leistungen auf dem Gebiete der Wunddesinfektion und Wundbehandlung, deren Krönung in seiner Publikation des Jahres 1921 über Oberflächen- und Tiefendesinfektion der Wunden liegt, verliehen.
- 1922 wurde Conrad Brunner für seine medizinhistorischen Forschungen zum philosophischen Ehrendoktor der Universität Zürich ernannt.

## Schriften (Auswahl)
- Die Zunft der Schärer und ihre hervorragenden Vertreter unter den schweizerischen Wundärzten des XVI. Jahrhunderts. Zürich 1891.
- Über die Spuren der römischen Ärzte auf dem Bodeen der Schweiz. Albert Müllers Verlag, Zürich 1893.
- Die Verwundeten in den Kriegen der alten Eidgenossenschaft. Geschichte des Heeressanitätswesens und der Kriegschirurgie in schweizerischen Landen vom Anfang der Eidgenossenschaft bis zum 17. Jahrhundert. 2 Bände. Tübingen 1903. Band 1 (S. 1–174): Sonderdruck aus Beiträge zur klinischen Chirurgie. Band 37, 1903. Vgl. Karl Sudhoff über Konrad Brunner, Die Verwundeten […]. In: Mitteilungen zur Geschichte der Medizin und der Naturwissenschaften. Band 2, 1903, S. 421–422.
- Handbuch der Wundbehandlung. Enke, Stuttgart 1916; 2. Auflage ebenda 1926.
- Geschichte der Wundbehandlung. In: Neue deutsche Chirurgie. 2. Auflage. 1926.
- Über Medizin und Krankenpflege im Mittelalter in Schweizerischen Landen (= Veröffentlichungen der Schweizerischen Gesellschaft für Geschichte der Medizin und der Naturwissenschaften. Band 1). Orell Füssli, Zürich 1922.

## Nachlass
- Nachlass Conrad Brunner im Staatsarchiv des Kantons Thurgau